# تاريخ مشغلات ألعاب الفيديو
يعود تاريخ مشغلات ألعاب الفيديو، سواء المنزلية أو اليدوية، إلى سبعينيات القرن الماضي. أسس ماغنافوكس أوديسي مفهوم مشغلات الألعاب المنزلية المستخدمة في لعب الألعاب على التلفزيون عام 1972، التي تصورها رالف إتش. باير لأول مرة في عام 1966. استندت مشغلات الألعاب اليدوية إلى الألعاب الكهروميكانيكية التي استخدمت أدوات تحكم ميكانيكية وثنائيات باعثة للضوء (إل إي دي) كمؤشرات بصرية. استبدلت الألعاب الإلكترونية اليدوية أدوات التحكم الميكانيكية بمكونات إلكترونية ورقمية، ومع إدخال شاشة العرض البلوري السائل (إل سي دي) لإنشاء شاشات شبه فيديو مع بكسلات قابلة للبرمجة، أصبحت الأنظمة مثل مايكروفيجن وغيم أند واتش أول مشغلات ألعاب فيديو يدوية، أصدرت بشكلها الكامل بواسطة نظام غيم بوي.
منذ ذلك الحين، تطورت مشغلات ألعاب الفيديو المنزلية بفضل دورات تقنية يشار إليها عادةً باسم الأجيال، يستمر كل منها نحو خمس سنوات، ينتج فيها المصنعون المتنافسون مشغلات بمواصفات متماثلة. تتطور الأجيال الجديدة من المشغلات عن سابقتها بفضل التحسينات الأساسية للتكنولوجيا مثل المعالجات الدقيقة الأصغر والأسرع، والاتصالات الرقمية، والتغييرات في نماذج الأعمال. أدى ذلك إلى تحول مشهد الشركات المصنعة لمشغلات الألعاب في السوق؛ فبينما قادت الشركات المصنعة مثل آتاري وسيغا الأجيال الأولى، انحصرت الأجيال الحديثة الحالية بثلاثة منافسين رئيسيين هم نينتندو، وسوني إنتراكتيف إنترتينمنت، ومايكروسوفت. شهدت مشغلات الألعاب اليدوية تطورات مماثلة، رغم أنها تجمع عادةً في نفس أجيال مشغلات الألعاب المنزلية. رغم وجود عدد كبير من الشركات المصنعة في الأجيال السابقة لمشغلات الألعاب اليدوية، شملت نينتندو وأتاري وسيغا وسوني، فقد تضاءل سوق المشغلات اليدوية منذ إدخال ألعاب الهاتف المحمول في منتصف العقد الأول من القرن الحادي والعشرين، تعد نينتندو اليوم الشركة المصنعة الرئيسية الوحيدة لمشغلات الألعاب اليدوية.

## المنشأ
رغم سعي كل من مشغلات الألعاب المنزلية واليدوية إلى السماح للمستهلكين بلعب ألعاب الفيديو على الأجهزة الشخصية، تختلف نقاط منشأها، ولم تعتبر مستمدة من مبادئ مشتركة إلا مؤخرًا.

### مشغلات ألعاب منزلية
أنشئت ألعاب الفيديو الأولى على الحواسيب المركزية في خمسينيات القرن الماضي، وكانت عادةً مع شاشات عرض نصية فقط أو مطبوعات حاسوبية، واقتصرت على الألعاب البسيطة مثل لعبة إكس-أو أو نيم. في النهاية، اتيحت الشاشات الشعاعية البدائية للرسومات، التي أدت إلى ظهور ألعاب مثل سبيسوور! في عام 1962. أثرت سبيسوور! مباشرةً على نولان بوشنل وتيد دابني لإنشاء كمبيوتر سبيس، أول لعبة صالات معروفة، في عام 1971.
تصور رالف إتش. باير، بشكل مستقل، في أثناء عمله في ساندرز أسوشيتس في عام 1966 فكرة جهاز إلكتروني يمكن توصيله بتلفزيون قياسي لتشغيل الألعاب. فطبق هذا التصميم، بإذن من ساندرز، مبتكرًا النموذج الأولي «براون بوكس» الذي كان قادرًا على تشغيل عدد محدود من الألعاب، شملت إصدارًا من لعبة كرة الطاولة ولعبة سلاح ضوئي بسيطة. حصلت ساندرز على براءة اختراع للوحدة ورخصت براءات الاختراع لشركة ماغنافوكس، وصنعته كأول مشغل ألعاب منزلي، ماغنافوكس أوديسي، في عام 1972. اعتقد بوشنيل، بعد رؤية أوديسي ولعبة كرة الطاولة، أنه يمكن أن يصنع شيئًا أفضل. فأسس هو ودابني شركة آتاري المحدودة. وأنشأ مع آلان ألكورن لعبة الصالات الثانية بونغ، التي أصدرت لأول مرة في عام 1972 وحققت نجاحًا أكثر من كمبيوتر سبيس. أصدرت أتاري مشغل بونغ بتصميمها الخاص عن طريق سيرز في عام 1975.
على اليسار: نموذج ماغنافوكس أوديسي الأولي «براون بوكس» تصميم رالف إتش باير، أول مشغل ألعاب فيديو منزلي. على اليمين: كابينة لعبة الصالات بونغ، موقعة من ألان ألكورن، مطور بونغ.

### مشغلات يدوية
تعود أصول مشغلات الألعاب اليدوية إلى أجهزة الألعاب الإلكترونية اليدوية والمنضدية من سبعينيات وأوائل ثمانينيات القرن الماضي. تعد هذه الأجهزة الإلكترونية قادرة على تشغيل الألعاب المدمجة المحددة مسبقًا فقط، وتناسب راحة اليد أو سطح الطاولة، وتستفيد من مجموعة متنوعة من تقنيات عرض الفيديو مثل إل إي دي، وفّي إف دي، وإل سي دي. استمدت الألعاب الإلكترونية اليدوية، بدورها، من سوق الآلات الحاسبة القائمة على شاشات العرض الكهرضوئية الناشئة في أوائل السبعينيات. أصدرت شركة ماتيل أول لعبة إلكترونية يدوية في عام 1977، عندما طلب مايكل كاتز، مدير تسويق فئة المنتجات الجديدة في شركة ماتيل، من مهندسي مجموعة الإلكترونيات تصميم لعبة بحجم آلة حاسبة، باستخدام تقنية إل إي دي. أدى هذا الجهد إلى إنتاج لعبتي عام 1977 أوتو ريس وفوتبول. كانت اللعبتان ناجحتان للغاية لدرجة «تحول هذه الألعاب الإلكترونية البسيطة اليدوية إلى فئة 400 مليون دولار» وفقًا لكاتز. تبع ذلك اختراع آخر لرالف باير، سيمون، نشرته شركة ميلتون برادلي في عام 1978، أدى إلى زيادة انتشار مثل هذه الألعاب الإلكترونية وظل ملكية دائمة لميلتون برادلي (لاحقًا هاسبرو) وجلب عددًا من المقلدين إلى السوق. بعد فترة وجيزة، بدأت الشركات المصنعة الأخرى بما فيها كوليكو، وباركر براذرز، و انتكس وبانداي باتباعهم بألعابهم الإلكترونية المنضدية اليدوية.
حصل الانتقال من الألعاب الإلكترونية اليدوية إلى ألعاب الفيديو اليدوية مع تقديم شاشات إل سي دي التي تتمتع اليوم بالقدرة على عرض عدد كبير من البكسلات على الشاشة، وتقترب من تنسيق الفيديو المستخدم في مشغلات الألعاب المنزلية، وتعطي الوحدة مزيدًا من المرونة في لعب مجموعة من الألعاب. يُعتبر مايكروفيجن من ميلتون برادلي غالبًا، الذي أطلق في عام 1979، أول مشغل ألعاب فيديو يدوي، بالإضافة إلى كونه أول جهاز يدوي يستخدم ألعابًا قابلة للتبديل، ولكن لم ينتشر هذا المشغل أبدًا بسبب الصعوبات الفنية قصيرة الأمد. تميز مايكروفيجن بشاشة إل سي دي مقاس 16 × 16 بكسل، كان ثوريًا في ذلك الوقت، أمكنه تشغيل مجموعة متنوعة من الألعاب عن طريق تبديل اللوحة الأمامية، والتي احتوت على بيانات ذاكرة القراءة فقط الخاصة باللعبة وعناصر التحكم.
استند خط ألعاب غيم أند واتش من نينتندو، والذي قدم لأول مرة في عام 1980، إلى إلهام غونبي يوكوي بعد رؤيته رجل يلعب على حاسبة إل سي دي في أثناء إمضاء الوقت في قطار سريع، وابتكاره فكرة لعبة إلكترونية استخدمت أيضًا كساعة. بالاستفادة من التكنولوجيا المستخدمة في الآلات الحاسبة بحجم بطاقة الائتمان التي ظهرت في السوق، صمم يوكوي سلسلة الألعاب القائمة على شاشات إل سي دي لتشمل عرضًا رقميًا للوقت في زاوية الشاشة. رغم اعتبار سلسلة غيم أند واتش ألعابًا إلكترونية يدوية بدلًا من مشغلات ألعاب يدوية، أدى نجاحها إلى إنتاج نينتندو، عن طريق فريق تصميم يوكوي، مشغل ألعاب غيم بوي في عام 1989، الذي اعتبر الأساس المحدد لمشغلات الألعاب اليدوية الحالية.